# Мацховріскарі
Мацховріскарі (груз. მაცხოვრისკარი) — село в Грузії.
За даними перепису населення 2014 року в селі проживає 614 осіб.